# Tornaco
Tornaco là một đô thị ở tỉnh Novara ở vùng Piedmont của Ý, tọa lạc cách 90 km về phía đông bắc của Torino and about 14 km về phía đông nam của Novara. Tại thời điểm ngày 31 tháng 12 năm 2004, đô thị này có dân số 870 người và diện tích là 13,3 km².
Tornaco giáp các đô thị: Borgolavezzaro, Cassolnovo, Cilavegna, Gravellona Lomellina, Terdobbiate, và Vespolate.